# Broscăuți
Broscăuți – wieś w Rumunii, w okręgu Botoszany, w gminie Broscăuți. W 2011 roku liczyła 2801 mieszkańców.